# Lorentz von Campenhausen
Lorentz von Campenhausen, tidigare Campenhausen, död 1672 i Neumünde, var en svensk militär.

## Biografi
Lorentz von Campenhausen var son till inspektorn Herman Campenhausen vid stora sjötullen i Västervik och Gertrud von der Linde. Han blev 24 juli 1643 student vid Uppsala universitet och arbetade från 1652 som fyrverkare vid artilleriet. von Campenhausen blev 1656 fänrik vid artilleriet och senare samma år löjtnant vid von der Lindes regemente. Han blev 1657 kapten vid Drottningens livregemente till fot och senare samma år kapten vid Bengt Horns regemente. von Campenhausen blev senare kapten vid artilleriet och adlades 21 september 1665 till von Campenhausen. Senare år 1665 blev han kapten vid gardet i Livland och 1672 introducerades adelsätten i Sveriges riddarhus som nummer 816. von Campenhausen blev sedan major och ingenjör i Livland, särskilt vid Neumündes fortifikationsbyggnad. Den 9 juli 1669 blev han överstelöjtnant och fortsatte att tjänstgöra vid fortifikationen. von Campenhausen avled kort för den 20 augusti 1672 i Neumünde.

### Familj
von Campenhausen gifte sig första gången med Elisabet von Oerten och andra gången med Catharina Wolffensköld. Wolffensköld var dotter till myntmästaren Henrik Wolffensköld. Vid von Campenhausen död levde sju barn men inget är känt om dem.